# État archipélagique
Pour les articles homonymes, voir Archipel (homonymie).
 (avril 2022).
Si vous disposez d'ouvrages ou d'articles de référence ou si vous connaissez des sites web de qualité traitant du thème abordé ici, merci de compléter l'article en donnant les références utiles à sa vérifiabilité et en les liant à la section « Notes et références ».
Un état archipélagique est un état constitué entièrement par un ou plusieurs archipels, ensemble d'îles proches les unes des autres, comme l'Indonésie, le Japon, les Kiribati ou les Philippines. Lorsque les îles constituant l'État ne sont pas réparties en archipel, on parle d'état insulaire.

## Définition juridique
L'article 46 de la Convention des Nations unies sur le droit de la mer (CNUDM) définit ainsi un archipel comme :
« 
a) "État archipel" : un État constitué entièrement par un ou plusieurs archipels et éventuellement d'autres îles;
b) "archipel" :  un ensemble d'îles, y compris des parties d'îles, les eaux attenantes et les autres éléments naturels qui ont les uns avec les autres des rapports si étroits qu'ils forment intrinsèquement un tout géographique, économique et politique, ou qui sont historiquement considérés comme tels.
 »
Un pays possédant de nombreux archipels et une partie continentale (tel la Grèce, la France) ne peut prétendre au statut d'État archipel. Les articles suivants de la convention (47 à 54) reconnaissent à ces états un régime particulier : la mer territoriale est, dans leur cas, une zone large de 12 milles marins au-delà d'une ligne reliant les points extrêmes des îles les plus éloignées. Les eaux situées entre les îles sont désignées sous le nom d'eaux archipélagiques.
Les eaux archipélagiques ne sont pas considérées comme des eaux intérieures et le droit de passage inoffensif s'y exerce pour tous les autres États. Ce droit de passage inoffensif n'est cependant pas entièrement reconnu par l'Indonésie qui voudrait imposer des routes obligatoires de traversée de l'archipel, avec des préavis de passage, notamment pour les bâtiments de guerre.

## Liste

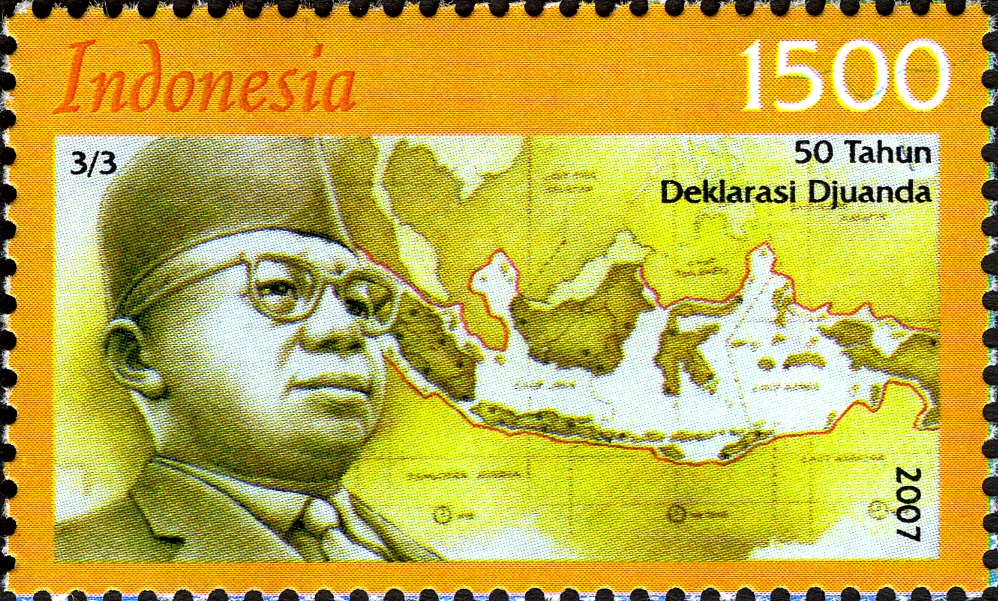
Timbre indonésien commémorant la déclaration de Djuanda Kartawidjaja, Premier ministre d'Indonésie, sur le caractère archipélagique de l'État indonésien, en 1957

Les cinq États suivants (en gras dans le tableau) ont été reconnus comme des États archipels dès leurs adhésion à la Convention des Nations unies sur le droit de la mer de 1982 puis (en 2015) 17 autres pays ont demandé ce statut :
- Bahamas ;
- Fidji ;
- Indonésie ;
- Papouasie-Nouvelle-Guinée ;
- Philippines ;
- Tonga[réf. nécessaire].

Les États suivants, entre autres, sont parfois considérés comme des États archipels :
- Cap-Vert ;
- Comores ;
- Japon ;
- Îles Marshall ;
- Îles Salomon ;
- Kiribati ;
- Palaos ;
- Samoa ;
- Seychelles ;
- Vanuatu.

| Nom                                                               | Configuration géographique                                                                 | Localisation géologique    | Population  | Superficie (km²) | Densité de population (par km²) | Situation géographique                                      |
| ----------------------------------------------------------------- | ------------------------------------------------------------------------------------------ | -------------------------- | ----------- | ---------------- | ------------------------------- | ----------------------------------------------------------- |
| Antigua-et-Barbuda, Antigua and Barbuda                           | Un archipel et deux îles principales                                                       | Plateau continental        | 86 295      | 440              | 194                             | Plateau continental, Îles Sous-le-Vent                      |
| Bahamas                                                           | Un archipel                                                                                | Plateau continental        | 392 000     | 13 878           | 23,27                           | Océan Atlantique, Îles Lucayes                              |
| Cap-Vert, Cape Verde                                              | Un archipel                                                                                | océanique                  | 518 467     | 4 033            | 125,5                           | Océan Atlantique, Afrique de l'Ouest                        |
| Comores, Comoros                                                  | Un archipel avec trois îles principales                                                    | Océanique                  | 784 745     | 2 235            | 275                             | Océan Indien, Afrique de l'Est                              |
| République dominicaine, Dominican Republic                        | Un archipel avec une île principale (Hispaniola)partagé avec un autre pays (Haïti)         | Plateau continental        | 10 652 000  | 48 442           | 208,2                           | Mer des Caraïbes, Grandes Antilles                          |
| Fiji                                                              | Un archipel avec deux îles principales                                                     | Océanique                  | 859 178     | 18 274           | 46,4                            | Océan Pacifique, Mélanésie                                  |
| Grenade, dépendance de Carriacou et Petite-Martinique, Grenade    | Un archipel avec deux îles principales                                                     | Plateau continental        | 110 000     | 344              | 319,8                           | Mer des Caraïbes, Îles du Vent (Antilles)                   |
| Indonésie, Indonesia                                              | Un archipel                                                                                | Deux plateaux continentaux | 255 461 700 | 1 904 569        | 124,7                           | Asie du Sud-Est, archipel malais                            |
| Jamaïque, Jamaica                                                 | Un archipel avec une île principale                                                        | Plateau continental        | 2 847 232   | 10 991           | 252                             | Mer des Caraïbes, Grandes Antilles                          |
| Kiribati                                                          | Trois archipels et une île isolée                                                          | océanique                  | 119 940     | 811              | 135                             | Océan Pacifique, à cheval sur la Micronésie et la Polynésie |
| Maldives                                                          | Un archipel                                                                                | océanique                  | 329 198     | 298              | 1 105                           | Océan Indien, Asie du Sud                                   |
| Îles Marshall, Marshall Islands                                   | Deux archipels                                                                             | océanique                  | 62 000      | 181              | 342,5                           | Océan Pacifique, Micronésie                                 |
| Maurice, Mauritius                                                | Deux archipels avec deux îles principales                                                  | Océanique                  | 1 244 663   | 2 040            | 610                             | Océan Indien, Afrique de l’Est                              |
| Papouasie-Nouvelle-Guinée, Papua New Guinea                       | Un archipel et une île principale (Nouvelle-Guinée) partagé avec un autre pays (Indonésie) | Plateau continental        | 6 732 000   | 462 840          | 14,5                            | Océan Pacifique, Mélanésie                                  |
| Philippines                                                       | Un archipel                                                                                | Plateau continental        | 101 398 120 | 300 000          | 295                             | Océan Pacifique, archipel malais                            |
| Saint-Vincent-et-les-Grenadines, Saint Vincent and the Grenadines | Un archipel et une île principale                                                          | Plateau continental        | 120 000     | 389              | 307                             | Mer des Caraïbes, Îles du Vent (Antilles)                   |
| Sao Tomé-et-Principe, São Tomé and Príncipe                       | Un archipel avec deux îles principales                                                     | Plateau continental        | 163 000     | 1 001            | 169,1                           | Océan Atlantique, Afrique centrale                          |
| Seychelles                                                        | Quatre archipels                                                                           | océaniques                 | 87 500      | 455              | 192                             | Océan Indien, Afrique de l'Est                              |
| Îles Salomon, Solomon Islands                                     | Cinq archipels                                                                             | océaniques                 | 523 000     | 28 400           | 18,1                            | Océan Pacifique, Mélanésie                                  |
| Trinité-et-Tobago, Trinidad and Tobago                            | Un archipel avec deux îles principales                                                     | Plateau continental        | 1 299 953   | 5 131            | 254,4                           | Mer des Caraïbes, Îles du Vent (Antilles)                   |
| Tuvalu                                                            | Un archipel                                                                                | océanique                  | 12 373      | 26               | 475,88                          | Océan Pacifique, Polynésie                                  |
| Vanuatu                                                           | Un archipel                                                                                | océanique                  | 243 304     | 12 190           | 19,7                            | Océan Pacifique, Mélanésie                                  |